# Camilla Kruger
Pour les articles homonymes, voir Kruger.
Camilla Kruger (né le 19 septembre 1986 au Zimbabwe) est une cavalière zimbabwéenne de concours complet.
Camilla Kruger est la première cavalière zimbabwéenne à se qualifier pour les Jeux olympiques d'été. Aux Jeux olympiques d'été de 2016 à Rio de Janeiro, elle est 35e de l'épreuve individuelle.